# Campeonato Europeo de Gimnasia Artística de 2021
El IX Campeonato Europeo de Gimnasia Artística Individual se celebró en Basilea (Suiza) entre el 21 y el 25 de abril de 2021 bajo la organización de la Unión Europea de Gimnasia (UEG) y la Federación Suiza de Gimnasia.
Las competiciones se realizaron en la St. Jakob-Arena de la ciudad suiza.

## Calendario
| ● | Clasificación | ● | Finales |

| Abril de 2021       | Mié 21 | Jue 22 | Vie 23 | Sáb 24 | Dom 25 |
| ------------------- | ------ | ------ | ------ | ------ | ------ |
| Clasificación       |        | ●      |        |        |        |
| Concurso individual |        |        | ●      |        |        |
| Suelo               |        |        |        | ●      |        |
| Caballo con arcos   |        |        |        | ●      |        |
| Anillas             |        |        |        | ●      |        |
| Salto               |        |        |        |        | ●      |
| Paralelas           |        |        |        |        | ●      |
| Barra fija          |        |        |        |        | ●      |

| Abril de 2021       | Mié 21 | Jue 22 | Vie 23 | Sáb 24 | Dom 25 |
| ------------------- | ------ | ------ | ------ | ------ | ------ |
| Clasificación       | ●      |        |        |        |        |
| Concurso individual |        |        | ●      |        |        |
| Salto               |        |        |        | ●      |        |
| Asimétricas         |        |        |        | ●      |        |
| Barra de equilibrio |        |        |        |        | ●      |
| Suelo               |        |        |        |        | ●      |

## Resultados

### Masculino
| Evento                         | Oro                                     | Plata                                 | Bronce                                                       |
| ------------------------------ | --------------------------------------- | ------------------------------------- | ------------------------------------------------------------ |
| Concurso completo ind. (23.04) | Nikita Nagorny · Rusia · 88,032 pts.    | David Beliavski · Rusia · 85,864 pts. | Ilia Kovtun · Ucrania · 84,864 pts.                          |
| Suelo (24.04)                  | Nikita Nagorny · Rusia · 15,166         | Benjamin Gischard · Suiza · 14,966    | Nicola Bartolini · Italia · 14,666                           |
| Caballo con arcos (24.04)      | Artur Davtian Armenia 14,266            | Nikita Nagorny · Rusia · 14,266       | Joe Fraser Reino Unido 14,066                                |
| Anillas (24.04)                | Eleftherios Petrunias · Grecia · 15,400 | Nikita Nagorny · Rusia · 15,033       | Salvatore Maresca · Italia · 14,900                          |
| Salto de potro (25.04)         | Ihor Radivilov · Ucrania · 14,716       | Andrei Medvedev Israel 14,658         | Giarnni Regini-Moran Reino Unido 14,583                      |
| Paralelas (25.04)              | Ferhat Arıcan Turquía 15,300            | David Beliavski · Rusia · 15,133      | Christian Baumann · Suiza · Lukas Dauser · Alemania · 15,100 |
| Barra fija (25.04)             | David Beliavski · Rusia · 14,066        | Andreas Toba · Alemania · 13,833      | Adem Asil Turquía 13,766                                     |

### Femenino
| Evento                         | Oro                                        | Plata                                     | Bronce                                   |
| ------------------------------ | ------------------------------------------ | ----------------------------------------- | ---------------------------------------- |
| Concurso completo ind. (23.04) | Viktoriya Listunova · Rusia · 56,731 pts.  | Anguelina Melnikova · Rusia · 55,432 pts. | Jessica Gadirova Reino Unido 55,100 pts. |
| Salto de potro (24.04)         | Giulia Steingruber · Suiza · 14,824        | Jessica Gadirova Reino Unido 14,466       | Anguelina Melnikova · Rusia · 14,416     |
| Barras asimétricas (24.04)     | Anguelina Melnikova · Rusia · 14,500       | Vladislava Urazova · Rusia · 14,333       | Amelie Morgan Reino Unido 14,100         |
| Barra (25.04)                  | Mélanie de Jesus dos Santos Francia 13,900 | Sanne Wevers · Países Bajos · 13,866      | Anastasiya Bachynska · Ucrania · 13,333  |
| Suelo (25.04)                  | Jessica Gadirova Reino Unido 13,966        | Anguelina Melnikova · Rusia · 13,900      | Vanessa Ferrari · Italia · 13,600        |

## Medallero
| Núm. | País         | Oro | Plata | Bronce | Total |
| ---- | ------------ | --- | ----- | ------ | ----- |
| 1    | Rusia        | 5   | 7     | 1      | 13    |
| 2    | Reino Unido  | 1   | 1     | 4      | 6     |
| 3    | Suiza        | 1   | 1     | 1      | 3     |
| 4    | Ucrania      | 1   | 0     | 2      | 3     |
| 5    | Turquía      | 1   | 0     | 1      | 2     |
| 6    | Armenia      | 1   | 0     | 0      | 1     |
| 6    | Francia      | 1   | 0     | 0      | 1     |
| 6    | Grecia       | 1   | 0     | 0      | 1     |
| 9    | Alemania     | 0   | 1     | 1      | 2     |
| 10   | Israel       | 0   | 1     | 0      | 1     |
| 10   | Países Bajos | 0   | 1     | 0      | 1     |
| 12   | Italia       | 0   | 0     | 3      | 3     |
|      | TOTAL        | 12  | 12    | 13     | 37    |